# Wojna o Falklandy

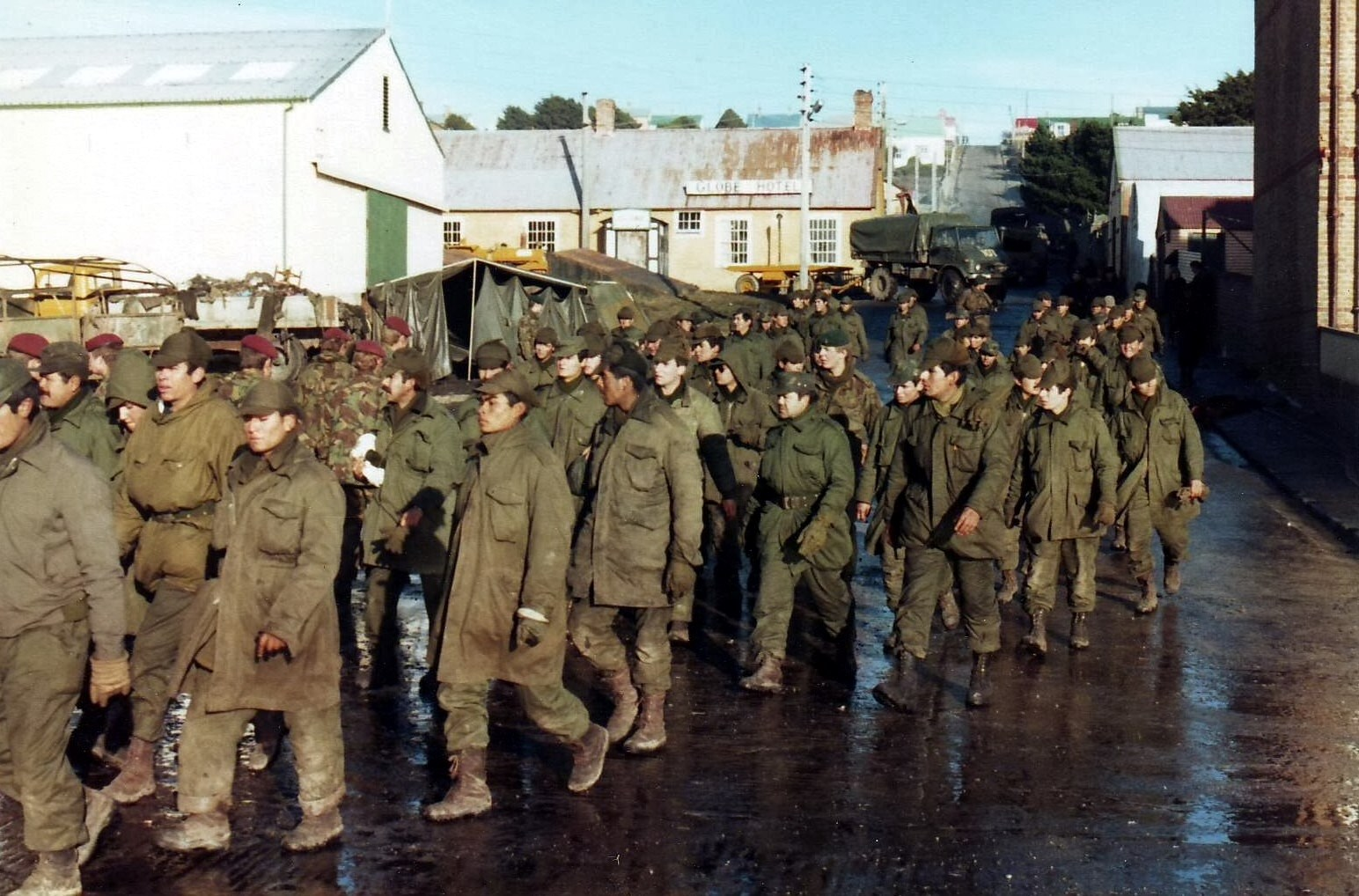
Argentyńscy jeńcy wojenni w Stanley

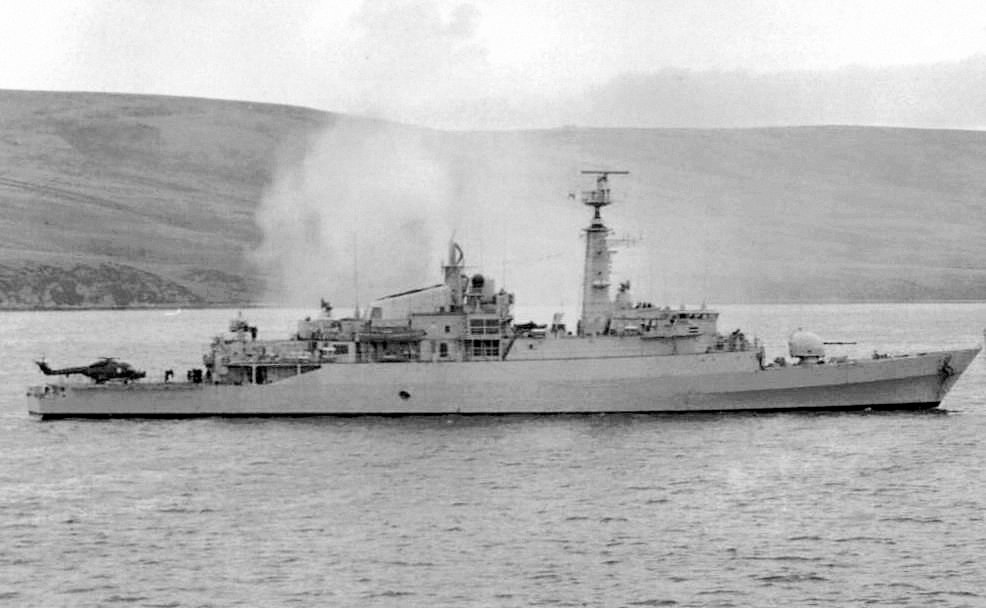
HMS „Antelope” płonie po trafieniu przez bomby argentyńskich samolotów, 23 maja 1982 roku

Mapa desantów brytyjskiej piechoty we wschodnich Falklandach i w San Carlos

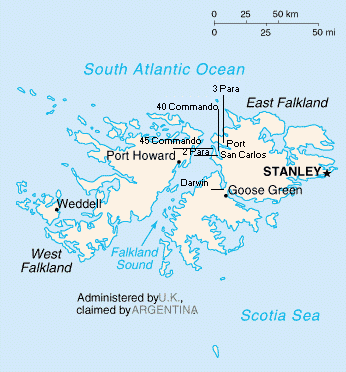
Mapa Falklandów. Zaznaczone miejsca lądowań pod San Carlos

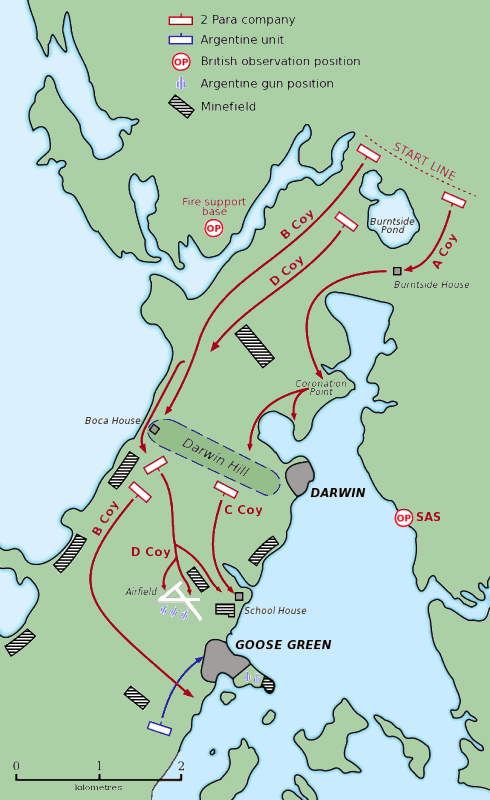
Mapa bitwy o Goose Green

Wojna o Falklandy lub wojna o Malwiny (hiszp. Guerra de las Malvinas/Guerra del Atlántico Sur, ang. Falklands War lub Falklands Conflict/Crisis) – konflikt zbrojny pomiędzy Argentyną i Wielką Brytanią, do którego doszło w kwietniu 1982 roku. Wyspy na południowym Atlantyku, należące do Wielkiej Brytanii, zostały zaatakowane przez wojska argentyńskie. Konflikt trwał do czerwca 1982. W wyniku wojny Falklandy pozostały we władaniu Wielkiej Brytanii, a rządząca Argentyną junta wojskowa upadła i wprowadzono tam demokrację.

## Falklandy
W końcu XVI wieku wyspy zostały odkryte niezależnie przez dwóch angielskich żeglarzy. Anglia ustanowiła swoje zwierzchnictwo nad nimi w 1761, jednak pierwszą kolonię (Port Louis) założyli na nich Francuzi w 1763. Hiszpania uznała ten fakt za godzący w jej interesy i wyparła Francuzów w 1768. Pod naciskiem brytyjskim Hiszpania scedowała Malwiny w układzie z 22 stycznia 1771 na rzecz Wielkiej Brytanii. W praktyce wyspy pozostawały nieskolonizowane i swe pretensje do nich zgłosiła w 1820 nowo powstała Republika Argentyńska. W rok później Argentyńczycy stworzyli w Port Louis garnizon wojskowy i ciężki obóz karny, jednakże w wyniku buntu miasto i wyspy przeszły pod faktyczną władzę kryminalistów. W 1831 miasto zostało zburzone.
W 1833 Wielka Brytania zdecydowała się w końcu skolonizować wyspy. Argentyna nie wycofała jednak swoich żądań w sprawie spornego terytorium.
W XX wieku w kolejnych rządach brytyjskich dominowała tendencja do pozbycia się niewygodnych z punktu widzenia politycznego i nieprzynoszących prawie żadnego dochodu Falklandów. Około 2000 mieszkańców (Kelperzy) powoływało się jednak na Artykuł 73 Karty Narodów Zjednoczonych i żądało pozostawienia ich w ramach Wspólnoty Brytyjskiej. Wbrew ich woli w 1965 rozpoczęto negocjacje na temat przynależności wysp, jednak przez 17 lat ich trwania niewiele się zmieniło.

## Przyczyny konfliktu
Od roku 1976 w Argentynie panowała dyktatura wojskowa, kierowana kolejno przez generałów Jorge Videlę, Roberto Violę i Leopoldo Galtierego. Morderstwa przeciwników politycznych, terror i masowe aresztowania przyczyniały się do skrajnie niskiego poparcia społecznego junty. Dodatkowo w roku 1982 dały się odczuć pierwsze skutki kryzysu gospodarczego, spowodowanego zachowawczą polityką gospodarczą i izolacją Argentyny na arenie międzynarodowej. Bezrobocie wzrastało w zastraszającym tempie, PKB malało o 6% rocznie, a wskaźnik inflacji w 1982 roku wzrósł do 160%.
Sytuacja polityczna kraju także była nie najlepsza. Argentyńska junta nie potrafiła wyprowadzić kraju na prostą drogę, związki zawodowe łączyły swoje siły, tworząc organizacje, które przeciwstawiały się rządom dyktatorskim. W praktyce znaczyło to, że argentyńska klasa średnia wydała wojnę rządowi, na którego czele stał Leopoldo Galtieri.
Na początku 1982 roku powstał plan przeprowadzenia zwycięskiej operacji zbrojnej, która mogłaby podreperować w społeczeństwie argentyńskim nadszarpnięty prestiż rządu w Buenos Aires oraz przywrócić spokój wewnętrzny. Poglądy na temat Falklandów, nazywanych przez Argentyńczyków Malwinami, były zawsze przykładem narodowej jedności, a wzmocnienie tej jedności mogło odwrócić uwagę społeczeństwa od problemów wewnętrznych kraju.

## Przebieg wojny o Falklandy (chronologia)
26 marca 1982
Argentyńska junta podjęła decyzję o zbrojnym zajęciu wysp. Generał Galtieri wprowadził w życie plany militarnej inwazji na wyspy o kryptonimie Operación Rosario (operacja Różaniec). Całą operacją, która zaplanowana była na 25 maja (rocznica rewolucji) lub 9 lipca (dzień niepodległości), miał dowodzić admirał Jorge Anaya. Jednakże z powodu zaostrzenia się sytuacji tak wewnętrznej, jak i międzynarodowej, inwazja została przyspieszona i rozpoczęła się 2 kwietnia 1982 roku.
2 kwietnia 1982
Argentyńska marynarka wojenna z tysiącem żołnierzy wylądowała na Malwinach. Siły brytyjskie znajdujące się na wyspie (57 Królewskich Marines, 11 marynarzy oraz do 40 żołnierzy obrony terytorialnej i ochotników) broniły się zaciekle, lecz daremnie. Po krótkotrwałej wymianie ognia gubernator Rex Hunt rozkazał im złożyć broń. Żołnierze piechoty morskiej oraz brytyjski gubernator odlecieli do Montevideo, stolicy Urugwaju. Wieść o zajęciu Falklandów dotarła do Wielkiej Brytanii w godzinach popołudniowych. Decyzję o odbiciu wysp podjęto tego samego dnia o godzinie 19.30.
3 kwietnia 1982
Wojska argentyńskie zajęły wyspy Georgia Południowa i Sandwich Południowy (około 1600 km na wschód). W potyczce z wojskami brytyjskimi jeden argentyński śmigłowiec został zniszczony, a 4 żołnierzy zginęło. Generał Mario Menendez ogłosił się wojskowym gubernatorem wysp. Zgodnie z przewidywaniami Galtierego, posunięcie to przyniosło juncie sporą popularność. W Buenos Aires, gdzie jeszcze niedawno odbywały się masowe demonstracje sprzeciwu wobec krwawych rządów, teraz odbywały się demonstracje poparcia. Rada Bezpieczeństwa ONZ, powołując się na rezolucję Nr 502, nakazała Argentyńczykom wycofanie wojsk z Malwinów i zaprzestanie agresji na terytorium brytyjskim. Żądanie to zostało zignorowane.
8 kwietnia 1982
Amerykański Sekretarz Stanu Alexander Haig przybył do Londynu, aby rozpocząć mediacje. Brytyjczykom udało się przekonać amerykańskiego prezydenta Ronalda Reagana do poparcia ich stanowiska. Było to o tyle istotne, że brytyjska Wyspa Wniebowstąpienia, stanowiąca doskonałą bazę wypadową dla ewentualnej operacji odbicia Falklandów, była oddana w wieczystą dzierżawę USA.
10 kwietnia 1982
Wspólnota Europejska nałożyła na Argentynę sankcje gospodarcze. Haig poleciał do Buenos Aires, aby rozmawiać z juntą. Brytyjczycy zdecydowali się wysłać w rejon konfliktu dwie grupy uderzeniowe marynarki pod dowództwem admirała Johna Fieldhouse’a, dowódcy marynarki. Pierwszą z nich dowodził admirał John Woodward, drugą komandor M.C. Clapp.
17 kwietnia 1982
Haig spotkał się ponownie z argentyńską juntą, a po zakończeniu rozmów powrócił do Waszyngtonu 19 kwietnia.
21 kwietnia
Grupa rozpoznawcza SAS wylądowała na Georgii Południowej, jednak fatalne warunki atmosferyczne spowodowały kilka katastrof lotniczych i zmusiły komandosów do odwrotu.
23 kwietnia 1982
Brytyjski minister spraw zagranicznych radził brytyjskim obywatelom wysp opuścić Falklandy.
24 kwietnia
Kolejna operacja desantowa została wstrzymana z powodu alarmu podwodnego. Późnym wieczorem argentyński okręt podwodny ARA „Santa Fe” został zaatakowany i unieruchomiony przez brytyjskie śmigłowce, a następnie opuszczony przez załogę.
25 kwietnia 1982
Rozpoczęcie operacji Paraquat. Małe siły brytyjskich komandosów SAS i piechoty morskiej dokonały desantu i odbiły z zaskoczenia Georgię Południową. Dowódca argentyńskich sił na wyspie, kapitan Largos, na pokładzie brytyjskiego okrętu HMS „Antrim” podpisał akt bezwarunkowej kapitulacji. Alfredo Astiz, który był w tym czasie porucznikiem oddziału szturmującego na Stromness, poddał się wraz ze swoimi żołnierzami, podpisując na pokładzie HMS „Plymouth” identyczny dokument.
30 kwietnia 1982
Misja Alexandra Haiga została oficjalnie przerwana. Prezydent Reagan oficjalnie zadeklarował wsparcie dla Brytyjczyków oraz nałożył sankcje ekonomiczne na Argentynę. Brytyjska wojna „wykluczająca” przyniosła efekty.
1 maja 1982
Atak lotniczy na Stanley (Puerto Argentino) – stolicę Falklandów. Ponieważ wszystkie myśliwce argentyńskie zostały wycofane na kontynent, jedynie trzy samoloty pomocnicze zostały zniszczone. Dwa skrzydła argentyńskich myśliwców zostały wezwane na pomoc, jednak Brytyjczycy zestrzelili cztery myśliwce typu Mirage bez strat własnych. Kolejny Mirage został zestrzelony przez własną obronę przeciwlotniczą nad Stanley.
2 maja 1982
Fernando Belaúnde Terry, prezydent Peru, zgłosił się do stron konfliktu z propozycjami pokojowymi. Argentyński prezydent Leopoldo Galtieri zadeklarował wstępną zgodę na proponowane warunki. Przed ratyfikowaniem przez juntę tego dokumentu brytyjski atomowy okręt podwodny HMS „Conqueror” trafił dwiema torpedami i zatopił argentyński krążownik ARA „General Belgrano” (okręt pełnił funkcję jednostki szkolnej i był obsadzony w znacznej mierze przez rekrutów, zachował jednak potencjał bojowy) poza strefą ogłoszoną przez Brytyjczyków jako strefa działań wojennych (320 km od brzegów wysp). 321 marynarzy argentyńskich zginęło w wyniku ataku. Junta odwołała swoje deklaracje.
Brytyjskie zwycięstwo spowodowało, że cała argentyńska flota została wezwana do portu i przestała stanowić zagrożenie dla działań brytyjskich.
4 maja 1982
Samolot marynarki argentyńskiej Dassault Super Étendard, startujący z bazy lądowej Rio Gallegos, uszkodził pociskiem przeciwokrętowym AM39 Exocet brytyjski niszczyciel rakietowy HMS „Sheffield” (zginęło 20 marynarzy, a 24 odniosło rany; okręt po odholowaniu na pełne morze sześć dni później zatonął).
7 maja 1982
ONZ otworzyła negocjacje pokojowe.
9 maja 1982
Wyspy bombardowane były z powietrza i wody.
11 maja 1982
Brytyjski okręt HMS „Alacrity” zatopił argentyński statek zaopatrzeniowy „Isla de los Estados”.
14 maja 1982
Trzy argentyńskie samoloty A-4 Skyhawk zostały zestrzelone. Brytyjska premier Margaret Thatcher ostrzegła, że spokojne osadnictwo na wyspach może już nie być możliwe. Brytyjskie siły specjalne najechały w nocy Wyspę Pebble, niszcząc na lotnisku 6 samolotów typu FMA IA 58 Pucará, 4 śmigłowce Aérospatiale Puma i jeden transportowiec Short SC.7 Skyvan. W trakcie tego ataku zniszczono również argentyńskie składy amunicji oraz paliwa. Brytyjskie straty wyniosły 2 rannych komandosów.
18 maja 1982
Propozycja pokojowa zaprezentowana przez Sekretarza Generalnego ONZ, Pereza de Cuellara, została odrzucona przez Wielką Brytanię.
21 maja 1982
3 Brygada Komandosów RM wylądowała w pobliżu portu San Carlos na Wschodnim Falklandzie (operacja Sutton). Z tej plaży Brytyjczycy przesunęli się na południe, aby odbić osiedla Darwin i Goose Green przed natarciem na Stanley. Argentyńczycy podjęli ataki lotnicze, zatapiając bombami brytyjską fregatę HMS „Ardent” i uszkadzając HMS „Argonaut”. 12 argentyńskich samolotów zostało zestrzelonych.
23 maja 1982
Brytyjska fregata HMS „Antelope” została zatopiona bombami argentyńskich samolotów. 6 argentyńskich samolotów zostało zniszczonych.
24 maja 1982
Zniszczono kolejnych siedem samolotów argentyńskich.
25 maja 1982
Niszczyciel rakietowy HMS „Coventry” został zatopiony bombami przez argentyńskie Skyhawki. Zginęło 19 Brytyjczyków. Transportowiec wojska MV „Atlantic Conveyor” został zniszczony przez argentyński pocisk Exocet, zginęło 12 Brytyjczyków. Wraz z transportowcem utracono 3 z 4 ciężkich helikopterów Chinook, które miały wspierać marsz armii brytyjskiej po wylądowaniu na wyspach (jeden opuścił statek przed atakiem).
28 maja 1982
Brytyjskie naloty na Stanley.
Brytyjski 2. batalion pułku spadochroniarzy (2-Para), odbił Darwin i Goose Green. Wybuchła walka, którą wygrali Brytyjczycy pomimo dużej dysproporcji sił, braku amunicji i wsparcia ogniem z morza czy powietrza. Co więcej, bitwa rozegrała się na otwartym terenie, naprzeciw przygotowanych pozycji argentyńskich. 2-Para wygrała ważną bitwę na Falklandach, co było wielkim sukcesem militarnym Brytyjczyków. Śmierć poniósł podpułkownik Jones, odznaczony Krzyżem Wiktorii. W bitwie zginęło 18 Brytyjczyków i 200 Argentyńczyków. Około 1400 żołnierzy argentyńskich poddało się.
29 maja 1982
Flota brytyjska zaatakowała pozycje argentyńskie na wyspach.
30 maja 1982
Ataki nadal trwały, a Brytyjczycy posuwali się na południe. Brytyjskie 45 Commando broniło osiedla Douglas, 3-Para zajęła Teal Inlet.
31 maja 1982
Stolica Falklandów, Stanley, została otoczona przez Brytyjczyków.
1 czerwca 1982
Brytyjczycy raz jeszcze zaproponowali zawieszenie broni.
4 czerwca 1982
Wielka Brytania zawetowała panamsko-hiszpańską rezolucję zawieszenia ognia, która przedstawiona została radzie ONZ.
8 czerwca 1982
Atak argentyńskich samolotów uszkodził okręty desantowe „Sir Galahad” (następnie samozatopiony) oraz „Sir Tristram”, dokonujące desantu w Porcie Pleasant, na południe od Bluff Cove. Zginęło 56 Brytyjczyków.
12 czerwca 1982
Brytyjski 3-Para zaatakował Mount Longdon. Bitwa toczyła się na z góry upatrzonych pozycjach. Uważano, że trwać będzie jedną noc, ale okazało się, że trwała o wiele dłużej. W końcu Mount Longdon została otoczona przez siły brytyjskie i poddała się. Zginęło 23 Brytyjczyków, w tym sierżant Ian John McKay z 3-Para, który pośmiertnie został uhonorowany Krzyżem Wiktorii. Czterdziestu siedmiu Brytyjczyków zostało rannych w bitwie. Zginęło 50 żołnierzy argentyńskich, wielu zostało rannych.
13 czerwca 1982
2. Gwardia Szkocka wdała się w krwawą bitwę o Mount Tumbledown. Zginęło 9 Brytyjczyków i 50 Argentyńczyków. Trzydziestu czterech Argentyńczyków dostało się do niewoli, 32 żołnierzy brytyjskich zostało rannych.
14 czerwca 1982
Duży argentyński garnizon w Stanley został zdobyty i konflikt praktycznie dobiegł końca. Dowódca sił argentyńskich, Mario Menendez, podpisał akt zawieszenia broni. W tym momencie poddało się 9800 żołnierzy argentyńskich.
20 czerwca 1982
Brytyjczycy odzyskali Sandwich Południowy. Wojna o Falklandy została formalnie zakończona. Wydzielona została 200 milowa strefa wokół wysp (była to nowa strefa, szersza o 50 mil od starej strefy „FIPZ – Falkland Island Protection Zone”).

## Straty w ludziach
Podczas 73 dni konfliktu zginęło łącznie 907 ludzi:
Argentyna – 649
- Ejército Argentino (Siły Lądowe) – 194
- Armada de la República Argentina (Marynarka) – 341
- IMARA (Komandosi) – 34
- Fuerza Aérea Argentina (Siły Powietrzne) – 55
- Gendarmería Nacional Argentina (Straż Graniczna) – 7
- Prefectura Naval Argentina (Straż Wybrzeża) – 2
- żeglarze – 16

Wielka Brytania – 258
- Royal Navy – 88
- Royal Marines – 27
- Royal Fleet Auxiliary – 8
- Merchant Navy – 8
- British Army – 123
- Royal Air Force – 1
- brytyjscy mieszkańcy wyspy – 3 (3 kobiety zabite ogniem brytyjskim)

## Podsumowanie
Ta niewypowiedziana wojna po 73 dniach zakończyła się niekwestionowanym zwycięstwem Wielkiej Brytanii, która zajęła cały sporny obszar po tym, jak pozbawiła zdolności operacyjnej argentyńską marynarkę wojenną i lotnictwo. Straty wynosiły:
Wielka Brytania: 255 żołnierzy, 3 mieszkańców, 7 okrętów, 10 samolotów, 24 śmigłowce.
Argentyna: 649 żołnierzy, 6 okrętów, 75 samolotów, 25 śmigłowców.
Dodatkowo setki byłych żołnierzy (ponad 260 Brytyjczyków i ponad 450 Argentyńczyków) popełniło po wojnie samobójstwo.
Wojna kosztowała łącznie 2 miliardy dolarów. Z politycznego punktu widzenia wojna przyniosła znaczący wzrost poparcia społecznego dla Margaret Thatcher, której notowania przed konfliktem falklandzkim były mocno obniżone, zapewniając jej zwycięstwo w wyborach 1983. Upadł także rząd Leopoldo Galtieriego, który szybko podał się do dymisji, a Argentyna otrzymała szansę powrotu do demokracji.
Po wojnie Brytyjczycy znacznie wzmocnili garnizon wysp i ogromnym kosztem zbudowali nowe lotnisko wojskowe, na którym stale stacjonuje klucz myśliwców. Aby chronić Falklandy, Królewskie Siły Powietrzne obsługiwały mieszaną eskadrę operacyjną (905 Expeditionary Air Wing) na lotnisku RAF Mount Pleasant w pobliżu Stanley, gdzie cztery Panavia Tornado ADV (air defence variant tz. wariant obrony powietrznej) stacjonowały w 1435 Flight jako wkład w powietrzną obronę przeciwlotniczą. W połowie września 2009 roku na wyspy przybyły cztery Eurofighter Typhoon FGR4 (fighter/ground attack/reconnaissance tz. wersja myśliwiec/atak naziemny/rozpoznanie), które zastąpiły Tornada. Kosztowny i odległy garnizon jest utrzymywany do dziś.

## Wnioski
Wojna falklandzka w istotny sposób wpłynęła na rozwój morskiej sztuki wojennej i konstrukcję okrętów:
- lekki stop aluminiowo-magnezowy (Hydronalium), z którego w celu odciążenia konstrukcji wykonywano nadbudówki okrętów, w temperaturze powyżej 700 °C zaczynał się palić w sposób trudny do ugaszenia. Zrezygnowano z używania hydronalium w konstrukcji dużych okrętów, zastępując ją stalowymi konstrukcjami.

- materiał izolacyjny kabli energetycznych i materiały izolacyjne okazały się bardzo łatwopalnymi. W wyniku tych obserwacji wyprodukowano niepalne materiały, z których produkuje się odzież ochronną, izolację termiczną i akustyczną.

- duża skuteczność pocisków rakietowych Exocet wymogła zainstalowanie na okrętach wojennych małokalibrowych, automatycznych systemów artyleryjskiej obrony przeciwlotniczej i przeciwrakietowej.

- potwierdziła się możliwość zwalczania okrętów nawodnych przez śmigłowce uzbrojone w specjalne pociski rakietowe, np. Sea Skua, co znacznie zwiększyło możliwości bojowe jednostek morskich dysponujących pokładowym śmigłowcem.

- w trakcie kampanii samoloty pionowego/skróconego startu i lądowania Harrier wykazały się dużą wartością bojową zarówno w walkach powietrznych, jak i podczas atakowania celów naziemnych. Z tego powodu amerykańska piechota morska przyjęła je na uzbrojenie jako podstawowy samolot wsparcia (wersja AV-8B).

- podczas działań lądowych potwierdziła się po raz kolejny wyższość armii zawodowej nad armią z poboru.